# 中正路 (湖內區、茄萣區)
中正路（Zhongzheng Rd.）為高雄市湖內區及茄萣區的東西向重要道路，東起於湖內區中華街，西止於茄萣區白砂路，本道路共分為三個部分，中正路一段513巷、高雄市茄萣區公所第一公墓為分段點。

## 行經行政區域
- 湖內區
- 茄萣區

## 沿線設施
（由東至西）
- 中正路一段：
  - 全家便利商店湖內中華店
  - 高雄市湖內區太爺公舘社區聯合活動中心
  - 湖內福安宮
- 中正路二段：
  - 中華郵政湖內郵局
  - 台灣電力公司湖內服務所
  - 湖內區農會
  - 高雄農田水利會湖內工作站
  - 高雄市立文賢國小
  - 7-ELEVEN太湖門市
  - 高雄市湖內區公所
  - 財團法人台灣聖教會湖內教會
  - 高雄市政府警察局湖內分局湖內派出所
  - 高雄市茄萣戶政事務所湖內辦公處
  - 高雄市湖內區三侯國小
- 中正路三段：
  - 高雄市茄萣區公所第一公墓
  - 全家便利商店茄萣白砂崙店

## 公共自行車
- 高雄市公共自行車租賃系統：
  - 文賢國小：中正路二段/信義路(西南側)

## 相關連結
- 高雄市主要道路列表